# ウア・マウ・ケ・エア

この標語はハワイ州の印章に刻印されている

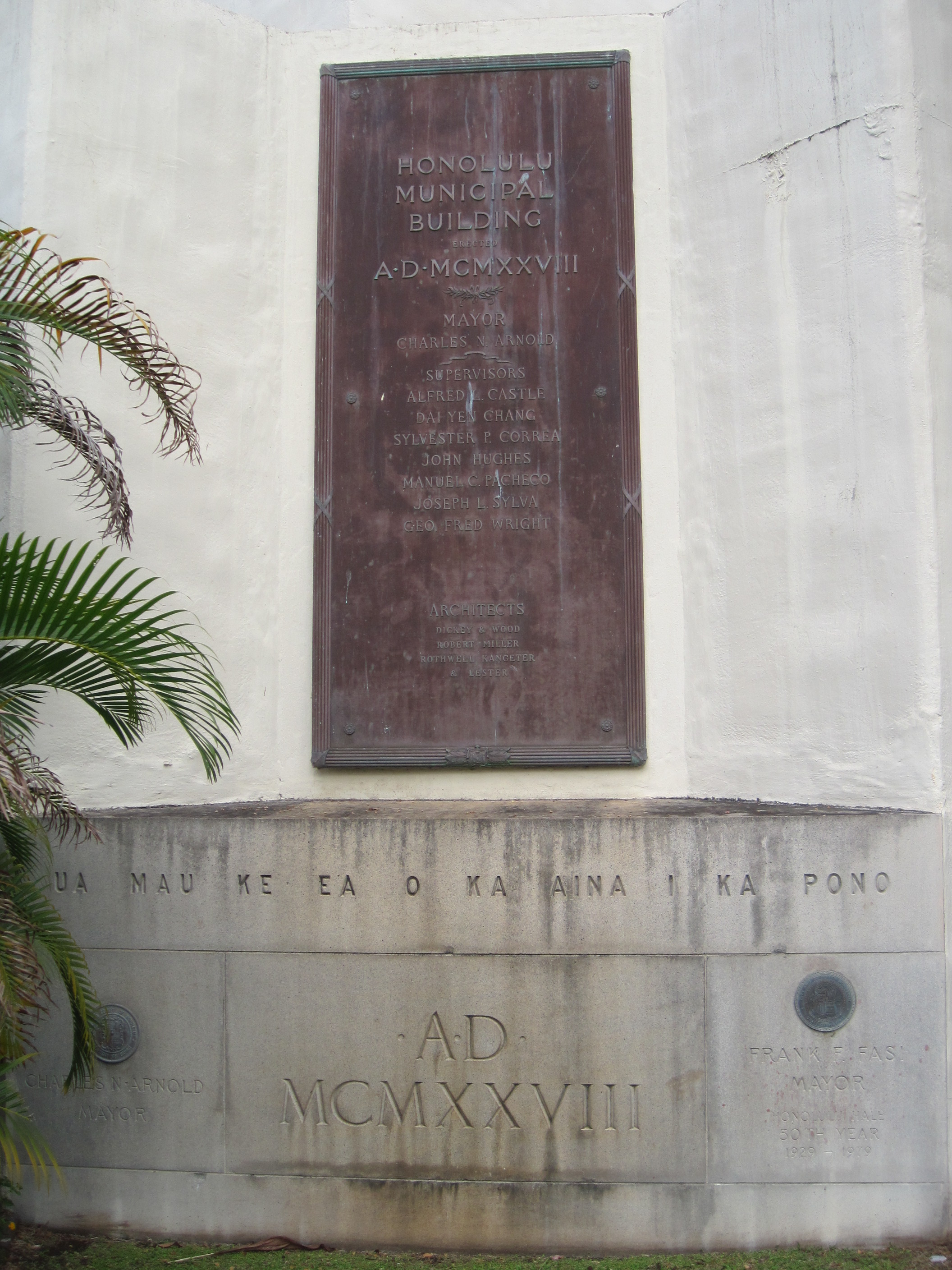
ホノルル・ハレ（ホノルル市郡庁舎）の礎石にも刻まれている

ウア・マウ・ケ・エアはハワイ王国およびハワイ州の標語の出だしである。

## 標語とその意味
この標語の全文は
- ハワイ語: Ua Mau ke Ea o ka ʻĀina i ka Pono.

で、読み方は、ほぼ
- ウア・マウ・ケ・エア・オ・カ・アーイナ・カ・ポノ

である。英語では正式に、次のように表現される。
- 英語: The life of the land is perpetuated in righteousness.

その日本語の意味は、ほぼ次のようにいえる。
- この土地の人々が、正義に則り、末永く暮らせるように。

これは、他の国々の国歌や標語によく「人々の世が、千代に八千代に、さざれ石の巌となるまで続くように。」とある表現に似ているともいえる。

## 歴史
このハワイの標語はハワイ王国のカメハメハ3世がホノルルのトマス広場（Thomas Square）で1843年7月31日に語った言葉である。それはイギリスがハワイの主権を短期間奪取した事件（Paulet affair）の後、イギリスのトマス提督（Admiral Thomas）が救って主権を回復した直後であった。

## 用途
現在のハワイ州でも時々聞く標語で、ハワイ州の正式印章にも刻印されている。また、ハワイ独立運動（Hawaiian sovereignty movement）でもしばしば使われている。

## 参照項目
- ハワイの文化
- カメハメハ3世王
- アメリカ合衆国の州と海外領土のモットーの一覧